# Pontificia Universidad Católica de São Paulo
La Pontificia Universidad Católica de São Paulo (PUC-SP) es una de las mayores universidades privadas brasileñas. Es mantenida por la Fundación São Paulo y por la Mitra Arquidiocesana de la ciudad de São Paulo. 
Tiene cinco campus, tres de ellos en la ciudad de São Paulo y los otros dos en las ciudades de Sorocaba y Barueri, en el Estado de São Paulo. Es conocida por ser la primera universidad de Brasil en elegir el rector y los cargos administrativos por voto directo de los profesores, funcionarios y alumnos. 
La PUC-SP desarrolla enseñanza y investigación en muchas áreas del conocimiento humano, pero es particularmente reconocida por sus publicaciones en las áreas de derecho, ciencias sociales, economía, educación y comunicación.

## Unidades Académicas
La Universidad imparte estudios de grado, posgrado, maestría y doctorado y cuenta con diez facultades entre las cuales se encuentran:
- Ciencias Exactas y Tecnología (FCET)
- Ciencias Humanas y de la Salud (FaCHS)
- Ciencias Médicas y de la Salud (FCMS)
- Ciencias Sociales (FACSOC)
- Derecho
- Economía, Administración, Contabilidad y Actuarial (FEA)
- Educación (FE)
- Filosofía, Comunicación, Letras y Artes (FAFICLA)[2]
- Teología
- Estudios Interdisciplinares

Además de ello, tiene ordenados varios Institutos 
- Instituto de Investigación del Lenguaje
- Instituto de Estudios de la Mujer
- Instituto de Estudios de la Sociedad Envejecida
- Unidad de Problemas de la Comunicación